# Plagigeyeria mostarensis
Plagigeyeria mostarensis is een slakkensoort uit de familie van de Hydrobiidae. De wetenschappelijke naam van de soort is voor het eerst geldig gepubliceerd in 1933 door Kuscer.